# Peter Polaco
Peter Joseph ("P.J.") Polaco (nascido em 16 de Outubro de 1973) é um lutador de wrestling profissional estadunidense. Ele é conhecido por suas aparições na World Wrestling Federation como Aldo Montoya e na Extreme Championship Wrestling sob o ring name Justin Credible. Ele tem ascendência portuguesa.

## Carreira
Polaco viajou ao Canadá a fim de treinar na famosa Dungeon Hart em Calgary, Alberta, com Stu Hart, Keith Hart, e seu futuro parceiro de tag team, Lance Storm. Ele lutou sua primeira partida em seu aniversário contra Jake Steele. Polaco voltou aos Estados Unidos logo após a sua formação foi concluída e começou a trabalhar para a Nova Inglaterra com promoções de wrestling.

## World Wrestling Federation (1993/1997)
Depois de ter lutado no World Wrestling Federation como um jobber sob o nome de PJ Walker durante 1993 e 1994 (marcar também uma vitória contra Irwin R. Schyster), ele foi contratado em tempo integral pelo agente WWF Pat Patterson no final de 1994. Sua etnia Português inspirou a WWF a dar-lhe o primeiro caractere de Aldo Montoya, o "War Português Man O '". Polaco fez amizade com a Kliq, um influente grupo de lutadores de cartão superior, depois de Scott Hall oferecido ao mentor dele. Ele tinha rixas com Jeff Jarrett e Ted DiBiase, mas pediu a sua libertação em 1997, quando ele estava sendo reservado apenas duas vezes por mês. A WWF inicialmente recusado e enviou-o para uma promoção de desenvolvimento em Memphis para aprimorar suas habilidades, onde permaneceu por sete semanas. Ele foi então libertado sob a condição de que ele não poderia trabalhar para a World Championship Wrestling, que foi então atrair lutadores de distância da Federação com a promessa de salários maiores.